# Ænes kyrka
Ænes kyrka (bokmål: Ænes kirke, nynorska: Ænes kyrkje) är en långhuskyrka i Ænes i Kvinnherads kommun i Vestland fylke i västra Norge. Kyrkan är troligen från 1200-talet men dateras ofta mellan åren 1190 - 1200. Tornet tillkom 1869. Kyrkan firade 750-årsjubileum år 1999. Den har 110 sittplatser.  